# 武康大楼
武康大楼（中国語：武康大楼）は、かつてノルマンディー・アパートメントまたは国際貯蓄協会アパートメントとして知られていた、上海の旧フランス租界地区にある歴史的なビルである。ハンガリー系スロバキア人の建築家ラースロー・フーデックが設計し、1924年に完成した。この建物は多くの著名人の住居となっている。

## 所在地
上海市徐匯区の武康路（旧ファーガソン通り/Route Ferguson）の南端と、淮海中路（旧ジョッフル通り/Avenue Joffre）との交差点に位置する。旧フランス租界地区の西部に位置する。住所は淮海中路1836-1858号。

## 建築

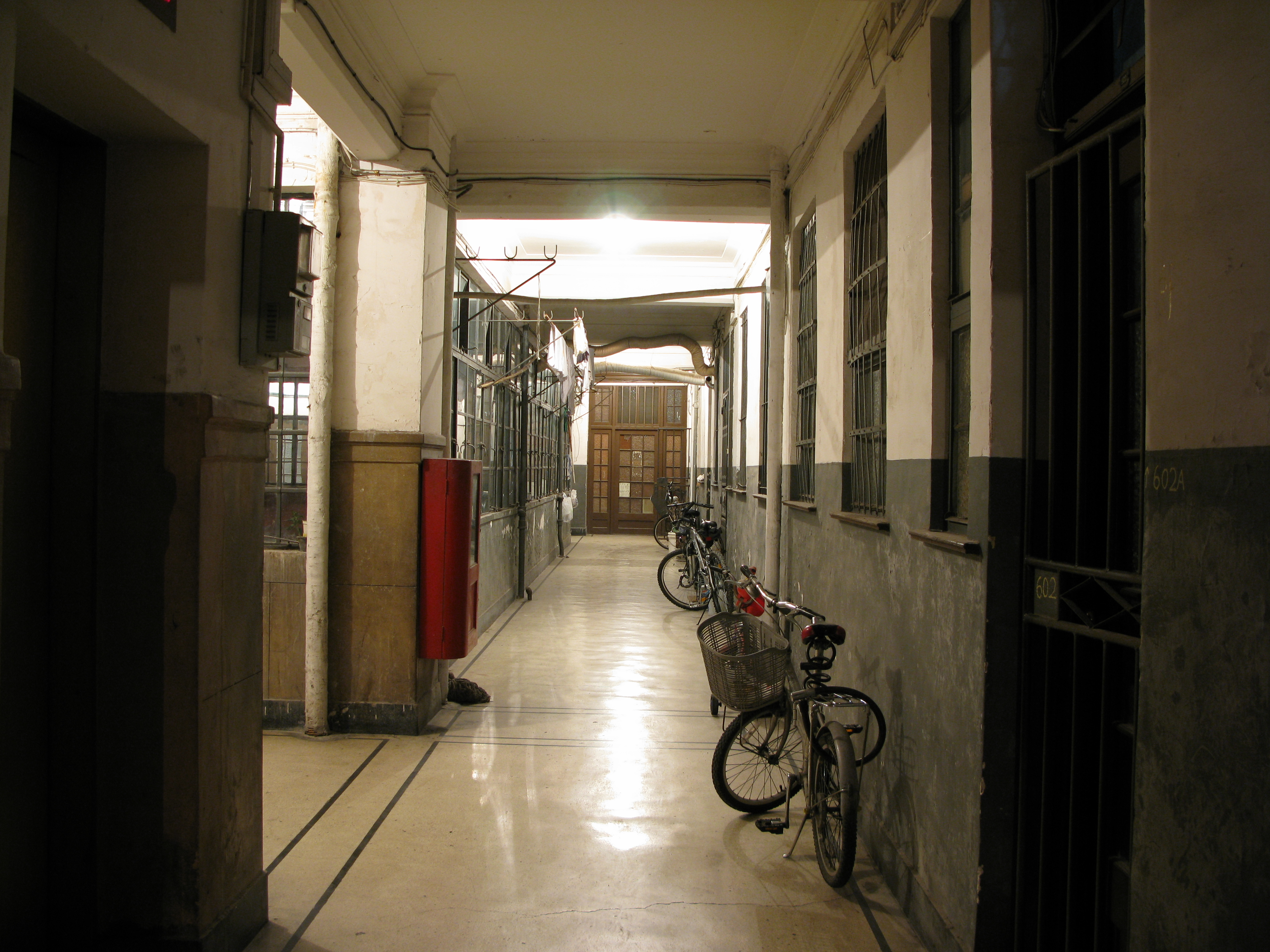
Hallway on the sixth floor of the building.

1924年に竣工した8階建てのこの建物は、上海のランドマークを数多く設計したハンガリー系スロバキア人の著名な建築家、ラースロー・フーデック（1893-1958）によって設計された。フレンチ・ルネッサンス様式で、上海最古のベランダ式集合住宅である。
この形は、第一次世界大戦時の戦艦ノルマンディーを記念したものだという都市伝説がある。しかし、第一次世界大戦にフランス海軍で活躍した戦艦は存在しない。ビルは一方向から見ると船のように見える。珍しいくさび形のビルは、ニューヨークのフラットアイアンビルを思わせる。
コンクリート造りの建物は、高さ30メートル（98フィート）、敷地面積1,580平方メートル（17,000平方フィート）、床面積9,275平方メートル（99,840平方フィート）。当初は63戸のアパートメント、30戸の使用人部屋、3基のエレベーターがあった。

## 歴史
中華民国時代、このビルは、中国映画産業の中心地であった上海の多くの著名人にも人気があった。居住者には、有名な俳優や女優の呉茵、王人美、秦怡、趙丹、孫道臨、王文娟、上官雲珠、俳優・監督の鄭俊力らがいた。孫道臨は、2007年に亡くなるまで、妻の王文娟と30年間このビルに住んでいた。孫文の未亡人である宋慶齢は、淮海路を挟んでビルの向かいに住んでいた。彼女の自宅は現在、宋慶齢記念館として一般公開されている。
旧ノルマンディー・アパートは、1953年にその通りにちなんで「武康大楼」と改名された。1966年～1976年の文化大革命の間、紅衛兵はこの建物を「辅楼」と改名したが、地元住民は「国家の敵」として迫害された知識人などが何十人も自殺したことから、この建物を「飛び込み台」と呼んでいた。
2008年、徐匯区政府によって修復された。
作家、詩人、翻訳家、音楽家であるフィオナ・セ＝ローレインによる物語小説『親愛なる菊たちへ』（スクリブナー、2023年）の「武康マンションでの死」に登場する。